# Методий Американско-Канадски
Методий (на македонска литературна норма: Методиј) е православен духовник, американско-канадски митрополит на Македонската православна църква – Охридска архиепископия от 2006 година.

## Биография
Роден е на 24 август 1963 година в Берово, тогава в Югославия, днес в Северна Македония със светското име Методи Златанов. След няколко месеца семейството му се връща в Скопие, откъдето се е изселило след земетресението от юли същата година. Завършва основно и средно образование в Скопие. Две години учи обща и сравнителна книжовност във Филологическия факултет на Скопския университет, а след това се мести в Богословския факултет.
Започва да пише християнска поезия и да рисува и става член на артгрупата „Апореа“, която по-късно сменя името си на „Анастасия“. В 1993 година става главен и отговорен редактор на новото списание „Домострой“, което по-късно става едно от най-сериозните патрологични списания в страната. В списанието Методий превежда от църковнославянски, руски и английски.
През септември 1995 година заедно с митрополит Наум Струмишки, йеродякон Климент (Божиновски) и послушниците Янко Нинов и Методий Ристески възобновяват монашеския живот във Велюшкия манастир. По-късно се устоновавя във Водочкия манастир - и двата в Струмишката епархия. На Великден 1996 година заедно с Янко Нинов и Методий Ристески е ръкоположен за йеромонах и няколко месеца по-късно, на празника на Светите Петнадесет тивериополски свещеномъченици - за игумен на манастира „Свети Илия“ в Струмица.
В началото на 1998 година се дипломира от Богословския факултет, завършва постдипломна квалификация в Катедрата за македонска книжовност и започва да работи като редовен професор и заместник-ректор в Македонската православна семинария „Свети Климент Охридски“ в Скопие. В 2004 година е възведен в сан архимандрит,.
На 22 април 2005 година от Архиерейски синод на МПЦ избран за велички епископ, викарий на Скопската епархия. На 21 юни 2005 година в катедралната църква „Свети Климент Охридски“ в Скопие е ръкоположен за велички епископ от архиепископ Стефан Охридски и Македонски, митрополит Кирил Положко-Кумановски, митрополит Петър Преспанско-Пелагонийски, митрополит Тимотей Дебърско-Кичевски, митрополит Наум Струмишки и митрополит Агатангел Брегалнишки.
През март 2006 година защитава във Филологическия факултет магистърската теза „Кочо Рацин и богомилите (изчитане на традициите)“.
На 6 април 2006 година е избран за администратор на Американско-Канадската епархия на Македонската православна църква. На 22 юни 2006 година е избран за митрополит на Американско-Канадската епархия. На 2 септември 2006 година е интронизиран в катедралния храм „Свети Климент Охридски“ в Торонто, Канада, от главата на Македонската православна църква архиепископ Стефан Охридски и Македонски, в съслужение с митрополит Агатангел Брегалнишки, митрополит Пимен Европейски, свещенослужителите на Американско-Канадската епархия, както и свещеници от Грузинската и Румънската православна църква.
Митрополит Методий е член на Дружеството на писателите на Македония и на Дружеството на журналистите на Македония. Автор е на два сборника с есета и осем сбирки поезия, както и много статии и студии. Главен и отговорен редактор е на списанието на Скопската епархия „Православен път“, член е на редакцията на „Портал“, рецензент на „Православен Благовестник“ и сътрудник на „Премин“.